# Flower Films
Flower Films er et produktionsfirma, grundlagt af Drew Barrymore i 1995 sammen med Nancy Juvonen. Flover Films har produceret 11 film og adskillige tv-serier til dato. De er:
- Whip It!
- Han er bare ikke vild med dig (2009)
- Music and Lyrics (2007)
- Fever Pitch (2005)
- Choose or Lose Presents: The Best Place to Start (2004) (TV)
- 50 First Dates (2004)
- Duplex (2003)
- Charlie's Angels: Uden hæmninger (2003)
- Donnie Darko (2001)
- Charlie's Angels (2000)
- Olive, the Other Reindeer (1999) (TV)
- Never Been Kissed (1999)

Flower Films er karakteriseret ved at Drew Barrymore spiller en mere eller mindre stor rolle i filmen. Flower Films har vundet adskillige priser, for deres film, inklusiv People´s Choice Award og MTV Movie Awards. De har været nomineret til adskillige nationale og internationale priser. Dets film har indkasseret over $870 mio. dollars verdenen over.

## Eksterne links
- Baggrundsinformation om firmaet: (http://www.ropeofsilicon.com/ Arkiveret 26. juni 2011 hos  Wayback Machine) and (http://www.reelwomen.com/ Arkiveret 31. maj 2011 hos  Wayback Machine)
- Filmindtægtsoversigt (http://www.the-movie-times.com Arkiveret 10. oktober 2007 hos  Wayback Machine)